# De Voornsche
De Voornsche was een Nederlandse golfbaan in de duinen bij Rockanje in de provincie Zuid-Holland.
De golfbaan werd op 18 april 1926 geopend en was pas de tweede golfbaan in Nederland met 18 holes. De golfbaan is aangelegd door golfbaan architect Charles Warren.

## Geschiedenis
Op initiatief van de heer van Hoeij Smith uit Rotterdam en Van Iterson uit Oostvoorne werd in 1925 het initiatief genomen om in de duinen tussen Rockanje en Oostvoorne een 18-holes golfbaan aan te leggen. Deze golfbaan werd aangelegd om de recreatiemogelijkheden voor de Rotterdamse zakenelite in het gebied te verbeteren. Op de Voornsche golfbaan speelde de leden van Golfclub Voorne hun rondes. 
De Voornsche werd echter geen zakelijk succes. In 1939 werd de golfbaan alweer gesloten. 

## Pro's
Charles Warren was naast de eerste golfpro ook de ontwerper van de golfbaan. Al snel werd hij opgevolgd door Henry Burrows die van 1927 tot 1929 de golfpro was.